# Gauliga Schlesien 1934/35

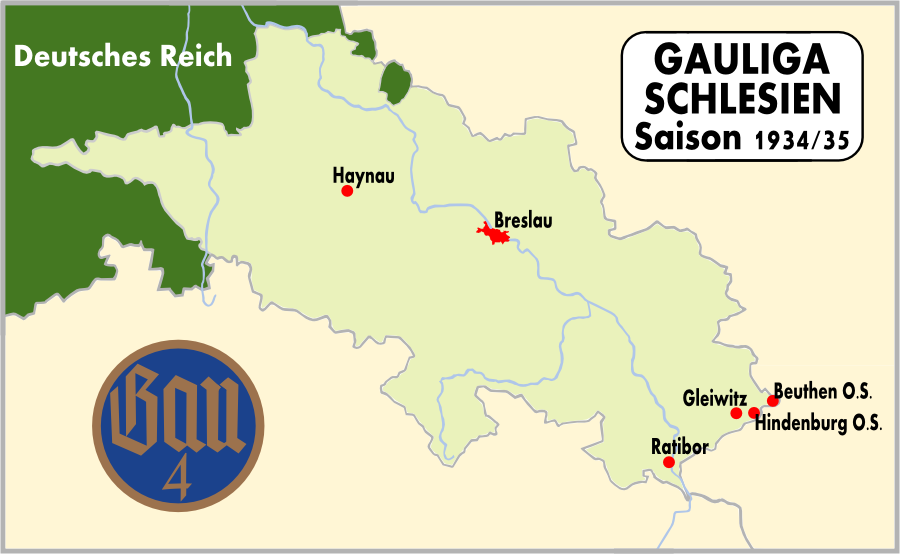
Plaatsen waar de Gauliga Schlesien 1934/35 gespeeld werd

De Gauliga Schlesien 1934/35 was het tweede voetbalkampioenschap van de Gauliga Schlesien. Vorwärts-RaSpo Gleiwitz werd kampioen en plaatste zich voor de eindronde om de Duitse landstitel, waar de club in de groepsfase uitgeschakeld werd. 

## Eindstand
| Plaats | Club                      | Wed. | W  | G | V  | Saldo | Ptn   |
| ------ | ------------------------- | ---- | -- | - | -- | ----- | ----- |
| 1.     | Vorwärts-RaSpo Gleiwitz   | 18   | 11 | 4 | 3  | 48:14 | 26:10 |
| 2.     | SC Vorwärts Breslau       | 18   | 11 | 3 | 4  | 42:29 | 25:11 |
| 3.     | Beuthener SuSV 09         | 18   | 10 | 3 | 5  | 57:32 | 23:13 |
| 4.     | SpVgg Ratibor 03          | 18   | 7  | 4 | 7  | 43:36 | 18:18 |
| 5.     | SpVgg Deichsel Hindenburg | 18   | 7  | 3 | 8  | 34:32 | 17:19 |
| 6.     | Breslauer FV 06           | 18   | 7  | 3 | 8  | 36:44 | 17:19 |
| 7.     | Breslauer SpVg 02         | 18   | 5  | 6 | 7  | 22:31 | 16:20 |
| 8.     | SC Preußen Hindenburg     | 18   | 6  | 3 | 9  | 27:43 | 15:21 |
| 9.     | SC Hertha Breslau         | 18   | 6  | 2 | 10 | 32:40 | 14:22 |
| 10.    | SC Schlesien Haynau       | 18   | 4  | 1 | 13 | 26:66 | 09:27 |

|  | Kampioen   |
|  | Degradatie |

## Promotie-eindronde
| Plaats | Club              | Wed. | W | G | V | Saldo | Ptn.  |
| ------ | ----------------- | ---- | - | - | - | ----- | ----- |
| 1.     | VfB Breslau       | 4    | 3 | 0 | 1 | 14:10 | 06:02 |
| 2.     | VfB 1910 Gleiwitz | 4    | 2 | 0 | 2 | 11:09 | 04:04 |
| 3.     | MSV Glogau        | 4    | 1 | 0 | 3 | 08:14 | 02:06 |

|  | Promotie |